# Anins
Anins (sing. anim) ou anis (em anim: Anyin, Anyi, Agni) são um subgrupo dos acãs e habitam o sudoeste do Gana e sudeste da Costa do Marfim, sobretudo a leste do rio Comoé nos distritos de Dimocro, Aboisso, Abenguru e Donducu do departamento de Bongfuanu. Estão intimamente ligados aos baúles. São sobretudo agricultores e pecuaristas e sua sociedade é matrilinear. Professam principalmente o cristianismo e animismo, mas há uma minoria muçulmana maliquita e xafeíta. Foram os primeiros povos da Costa do Marfim a entrarem em contato com os europeus, e pelo prolongado contato, são os mais cristianizados e ocidentalizados da região. Se dividem em vários subgrupos, que incluem os beties, binis, bonas, jaublins, moronus, ndenies e sanuis.